# Lycée de garçons d'Esch-sur-Alzette
Het Lycée de garçons d'Esch-sur-Alzette, afgekort LGE, is een Luxemburgse school voor secundair onderwijs in Esch-sur-Alzette. Eerder was zij bekend als École industrielle et commerciale d’Esch-sur-Alzette of kortweg Industrieschoul.

## Geschiedenis
In 1901 werd de École industrielle et commerciale d'Esch-sur-Alzette gesticht. De opleiding werd ondergebracht in een bestaand gebouw. In 1909 kon een eigen schoolgebouw, naar ontwerp van de Escher stadsarchitect Paul Flesch, in gebruik worden genomen. In 1910 werd in Esch ook een meisjeslyceum gestart.
Bij groothertogelijke besluit werd de school met de Industrieschool in Luxemburg-Stad in april 1945 hernoemd tot "Lycée de garçons". Vanaf eind jaren 1960 was het Lycée de garçons d'Esch-sur-Alzette (LGE) niet langer exclusief bestemd voor jongens, maar behield wel de naam. In 1965 werd in de school als oorlogsmonument een mozaïek van 12 m² geplaatst, gemaakt door Foni Tissen.

## Oud-docenten en -leerlingen
Docenten
- Alphonse Arend
- Adolphe Deville
- Pierre Droessaert
- Adolf Eberhard
- Léopold Hoffmann
- Henri Kraus
- Thierry Lutz
- Eugène Mousset
- Guy Michels
- Henri Rabinger
- Marcel Reuland
- Foni Tissen

Leerlingen
- Gérard Claude
- Serge Ecker
- Andy Genen
- Théo Kerg
- Roger Koemptgen
- Wil Lofy
- Jemp Michels
- Jean-Claude Salvi